# Alue Punti (Rantau Selamat)
Alue Punti is een bestuurslaag in het regentschap Aceh Timur van de provincie Atjeh, Indonesië. Alue Punti telt 849 inwoners (volkstelling 2010).